# Gran Premio Dell'Insubria-Lugano
De Gran Premio dell'Insubria-Lugano was een eendaagse wielerwedstrijd die vanaf 2009 ieder jaar werd verreden in het historische gedeelte van de regio Insubrië in Zwitserland. De race bestond vanaf 2009, was een wedstrijd die deel uitmaakte van de UCI Europe Tour en had een 1.1-status.
De eerste editie van de race vond plaats in 2009 en werd gewonnen door Francesco Ginanni.

## Lijst van winnaars

### Overwinningen per land
| Overwinningen | Land      |
| ------------- | --------- |
| 2             | Italië    |
| 1             | Frankrijk |